# Julie Romain
Julie Romain est une nouvelle de Guy de Maupassant, parue en 1886.

## Historique
Julie Romain est une nouvelle initialement publiée dans le quotidien Le Gaulois du 20 mars 1886, puis dans le recueil  La Petite Roque.

## Résumé
Suivant à pied un chemin longeant la Méditerranée, le narrateur découvre une jolie villa qui appartient à Julie Romain, une ancienne comédienne. Il décide de lui rendre visite...

## Éditions
- Le Gaulois, 1886
- La Petite Roque, recueil paru en 1886 chez l'éditeur Victor Havard.
- Maupassant, Contes et Nouvelles, tome II, texte établi et annoté par Louis Forestier, éditions Gallimard, Bibliothèque de la Pléiade, 1979.

## Lire
Lien vers la version de  Julie Romain dans le recueil La Petite Roque 